# Seznam hor a kopců v Beninu
Toto je seznam hor a kopců v Beninu.

## Tabulka
| Pořadí | Název          | Výška (m) | Departement | Souřadnice                |
| ------ | -------------- | --------- | ----------- | ------------------------- |
| 1      | Mont Sokbaro   | 658       |             | 9°20′ s. š., 1°25′ v. d.  |
| 2      | Mont Tanekas   | 641       |             |                           |
| 3      | Gbessa         | 309       | Atakora     | 11°25′ s. š., 3°13′ v. d. |
| 4      | Boto           | 300       | Atakora     | 11°26′ s. š., 3°17′ v. d. |
| 5      | Touloua Toundi | 268       | Atakora     | 11°48′ s. š., 3°10′ v. d. |
| 6      | Guéné Zéno     | 266       | Atakora     | 11°45′ s. š., 3°14′ v. d. |
| 7      | Deï Tondi      | 253       | Atakora     | 11°44′ s. š., 3°28′ v. d. |